# الساندرو سلین
الساندرو سلین (انگلیسی: Alessandro Celin؛ زادهٔ ۱۱ سپتامبر ۱۹۸۹) بازیکن فوتبال اهل برزیل است.
از باشگاه‌هایی که در آن بازی کرده‌است می‌توان به باشگاه فوتبال گوانگجو، باشگاه فوتبال یووه استابیا، و باشگاه چین جنوبی اشاره کرد.